# Fernanda Alves (siatkarka)
Fernanda Alves (ur. 29 czerwca 1985 w São Joaquim da Barra) – brazylijska siatkarka plażowa, wicemistrzyni Świata z 2015 roku. W 2005 roku była powoływana do narodowej kadry Brazylii w siatkówce halowej.